# エオコクシジウム
エオコクシジウム類またはマロスポリダ類はアピコンプレックス門に属する単細胞真核生物の一群である。分子系統解析によって認識された生物群であり、コクシジウム類に近縁で海産無脊椎動物を宿主とするという以外に共通の特徴は明らかになっていない。分類学上はマロスポリダ綱(Marosporida)またはエオコクシジウム上目(Eococcidia)をあてる。

## 分類
アピコンプレックス門のうちコクシジウム類の基部から分岐する系統である。いずれもコクシジウム類ではあるが、生活環や形態的特徴に基づく従来の分類体系では別々に位置づけられていた生物群であり、分子系統解析によってはじめて近縁性が認識された。
- リチドシスチス科 Rhytidocystidae Levine, 1979
多毛類（特にオフェリアゴカイ科）の寄生虫で、従来はアガモコクシジウム目に位置づけられていた。Rhytidocystis属に数種が知られている。
- シュードクロッシア科 Pseudoklossiidae Grassé, 1954
二枚貝の寄生虫で、従来は真コクシジウム目アイメリア亜目アイメリア科に位置づけられていた。一宿主性のMargolisiellaと二宿主性のPseudoklossiaが知られている。
- アグレガータ科 Aggregatidae Labbé, 1899
軟体動物の寄生虫で、従来は真コクシジウム目アイメリア亜目に位置づけられていた。頭足類を宿主とするアグレガータ(Aggregata)と巻貝を宿主とするMerocystisがある。なおこの科には他にホヤを宿主とするSelysinaが知られているが、系統的位置付けは不詳である。

### 名称について
エオコクシジウムの「エオ」(eo-)は、暁の女神エーオースにちなみ、地質学や生物学では出現が早いことを指す接頭辞として使われている。つまり分岐が早いコクシジウムという意味の命名である。一方マロスポリダは海の(maro-)胞子という意味の命名である。この両者は定義のされ方が異なるものの、ともに発表時点では実質的に同じ生物群を指している。この二つをシノニムと考える場合エオコクシジウムの方が公表がやや早く先取権があるが、国際動物命名規約では目以上の高次分類群に対して必ずしも先取権が適用されず、使用者の判断に委ねられている。また発表時の階級が異なるため、エオコクシジウムがマロスポリダに含まれるという解釈も可能である。ただしそれぞれの論文中で、エオコクシジウムはコクシジウムに含み、マロスポリダはコクシジウムには含まないという意図が示されている。